# Juan Martín Allende
Juan Martín Allende (n. Córdoba, Argentina; 21 de agosto de 1895-f. 10 de julio de 1990) médico cirujano argentino.
Reconocido por sus innovaciones en la medicina entre las que se destacan sus técnicas quirúrgicas en la cirugía torácica.
Creó en su Córdoba natal la Escuela de Auxiliares de la Medicina, el Instituto de Biología Celular, la Biblioteca y las Cátedras de Bioquímica, Medicina Legal y Anatomía Quirúrgica y la Escuela de Enfermería.
Entre 1927 y 1957 dirigió el Hospital Español de Córdoba. Desde 1926 fue docente de la Universidad de Córdoba, y desde 1957 y hasta 1962 fue el decano de la Facultad de Ciencias Médicas de Córdoba.
El Gobierno de Francia lo distinguió con la condecoración de Caballero de la Salud Pública. 
Fue designado Miembro Correspondiente Nacional de la Academia Nacional de Medicina el 9 de octubre de 1939. Pasó a la categoría de Honorario Nacional el 10 de abril de 1969.
En 1983 recibió el Diploma al Mérito de los Premio Konex por su invaluable aporte a la medicina pública en la Argentina.